# Xenostega segmentaria
Xenostega segmentaria är en fjärilsart som beskrevs av Saalmüller 1891. Xenostega segmentaria ingår i släktet Xenostega och familjen mätare. Inga underarter finns listade i Catalogue of Life.